# Skuteč
Skuteč (en allemand : Skutsch) est une ville du district de Chrudim, dans la région de Pardubice, en République tchèque. Sa population s'élevait à 5 042 habitants en 2024.

## Géographie
Skuteč se trouve à 19 km au sud-est de Chrudim, à 27 km au sud-est de Pardubice et à 115 km à l'est-sud-est de Prague.
La commune est limitée par Hroubovice au nord, par Luže au nord et à l'est, par Hluboká à l'est, par Perálec, Proseč, Předhradí, Pokřikov et Raná au sud, et par Mrákotín, Leštinka et Chrast à l'ouest.

## Histoire
La première mention écrite de la localité date de 1289.
La plaque commémorative de  Tomáš Garrigue Masaryk, rue Heydukova ; planche polie de granit sur la maison no 436 commémorant une conférence le 15 août 1906 sur Karel Havlíček Borovský puis le professeur Tomas Garrigue Masaryk et plus tard le premier président de la République tchécoslovaque. Le dossier, dans le passé à deux reprises retiré de force, a été révélé le 28 octobre 1990, le professeur Tomas Garrigue Masaryk à Skuteč a donné une conférence totale de trois fois, plus récemment peu de temps avant le déclenchement de la Première Guerre mondiale. Pendant la guerre, un certain nombre de vrais légionnaires rencontrèrent personnellement T. G. Masaryk de 1917 à 1918, en tant que commandant en chef, en particulier en Russie (4e Régiment de tir d’infanterie de Prokop le Grand).

## Administration
La commune se compose de 13 sections :
- Borek
- Hněvětice
- Lažany
- Lešany
- Lhota u Skutče
- Nová Ves
- Radčice
- Skuteč
- Skutíčko
- Štěpánov
- Zbožnov
- Žďárec u Skutče
- Zhoř

## Galerie

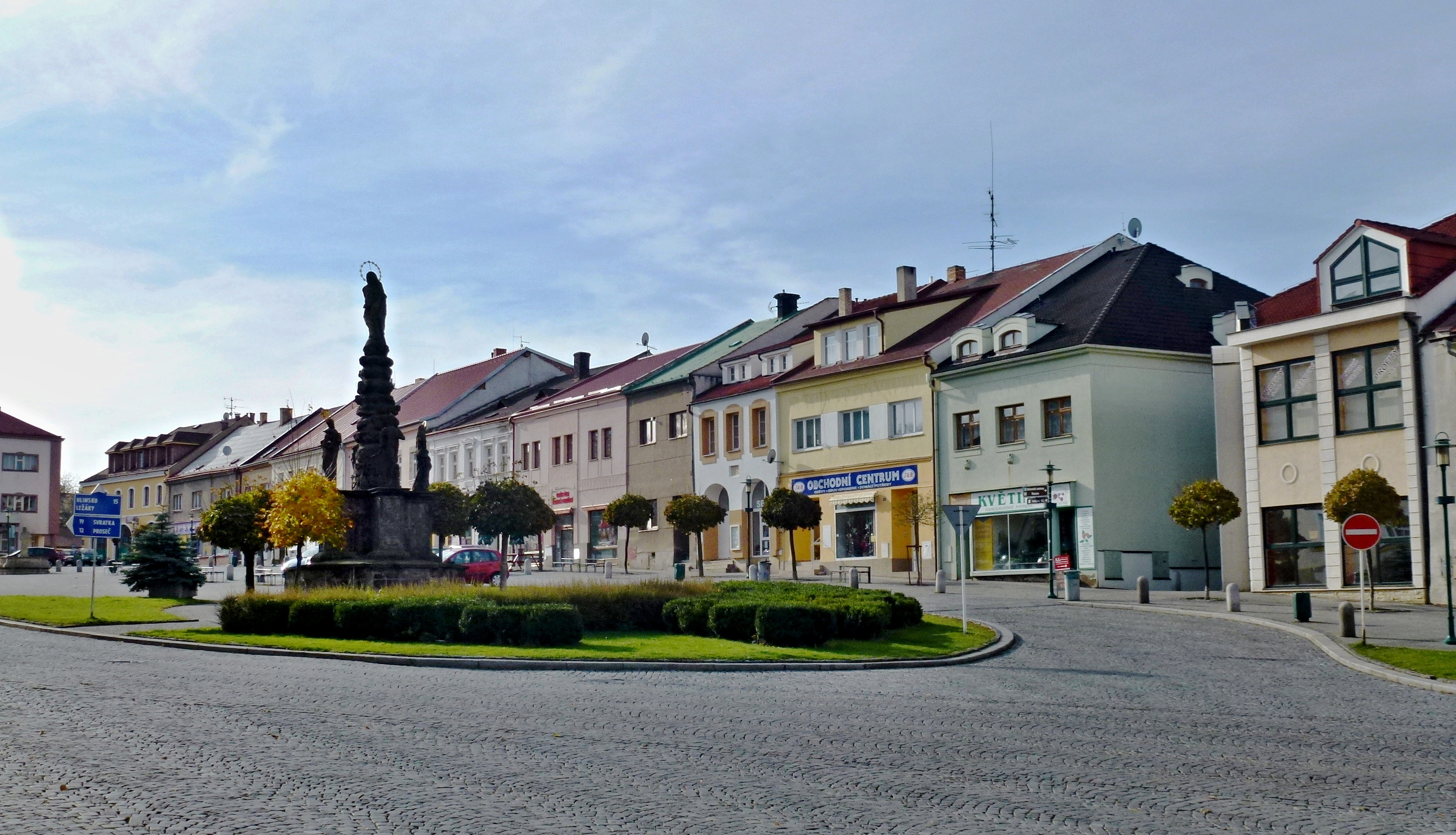
Skuteč : place Palacky.
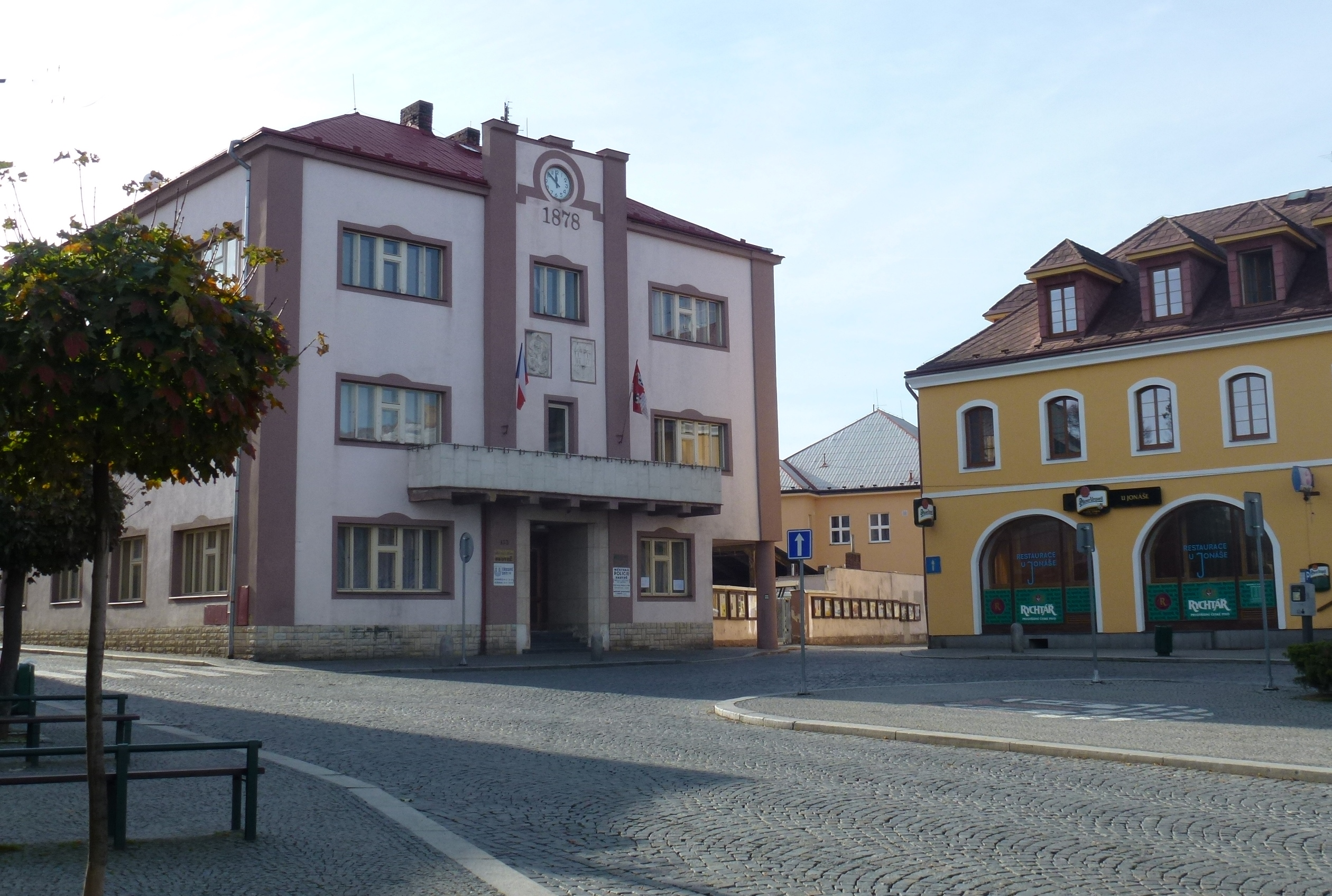
L'hôtel de ville.

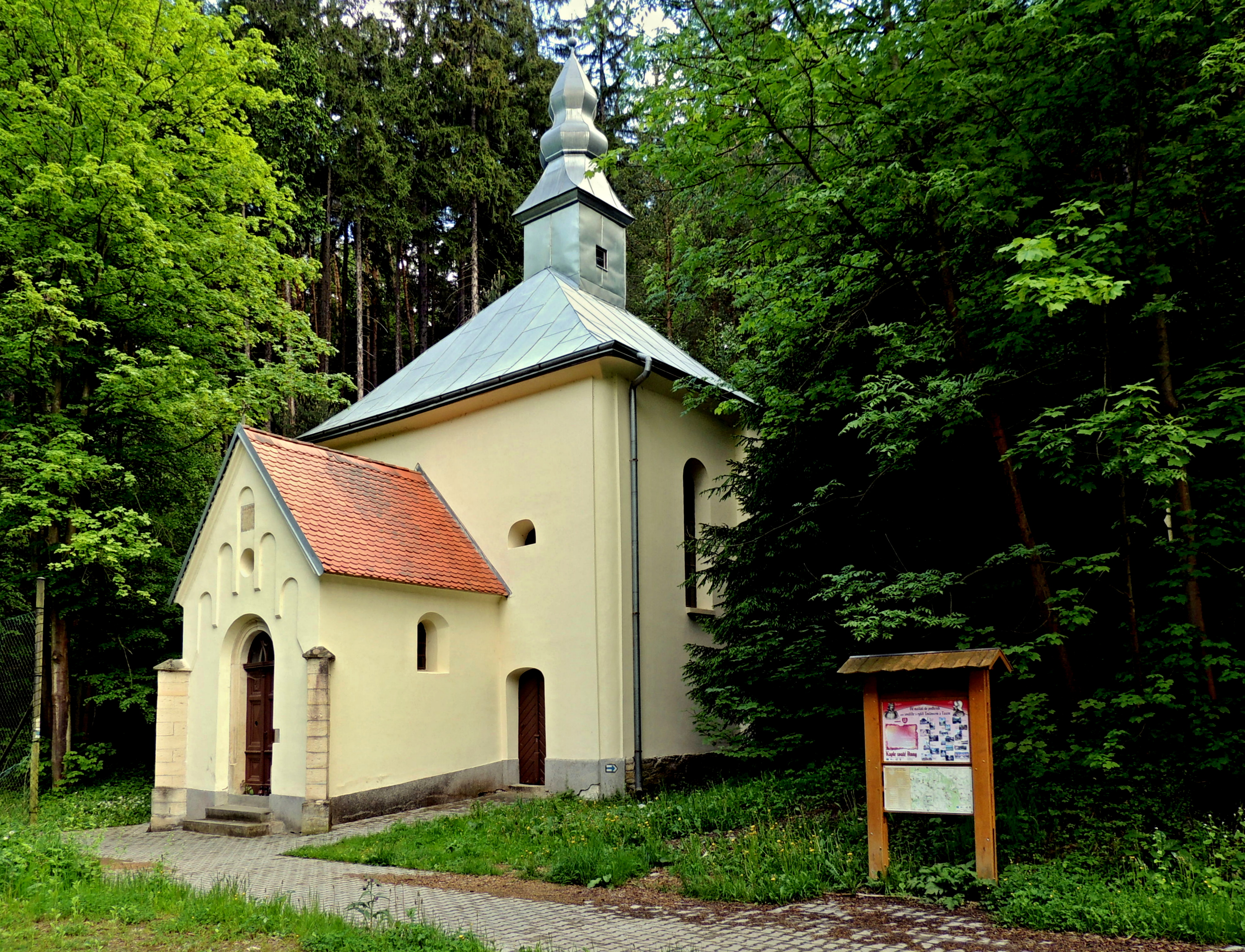
Štěpánov : chapelle Sainte-Anne.

## Économie
La région de Skuteč a une ancienne tradition de fabrication de chaussures remontant au XVIe siècle, bien documentée au musée municipal. S'appuyant sur cette tradition, l'entreprise Botana fut créée en 1949 à Skuteč. Elle fabriqua ses produits sous la marque Botas jusqu'en 1963. Dans les années 1970, Botana était réputée pour la qualité de ses produits et une nouvelle usine ainsi qu'un nouveau siège furent ouverts à Skuteč. L'entreprise fut transformée en société par actions avec l'État comme unique actionnaire en 1991 et travailla avec Salomon pour la fabrications de chaussures pour les sports d'hiver, qui rencontrèrent un grand succès. En 1995, la société Benal s.r.o. prit le contrôle de l'entreprise, qui changea de nom en 2000, devenant Botas a.s. La production de chaussures se concentra sur le hockey sur glace, le patinage artistique et le ski de fond, qui représentaient alors 90 % de la production totale. L'entreprise a depuis élargi sa gamme de chaussures de sport et de loisir.

## Transports
Par la route, Skuteč se trouve à 14 km de Hlinsko, à 21 km de Chrudim, à 33 km de Pardubice et à 118 km de Prague.

## Personnalités
- Vítězslav Novák (1870-1949), musicien, mort à Skuteč.
- Jan Tesař (1933-2025), essayiste, historien et dissident tchèque, signataire de la Charte 77, né à Skuteč.
- Václav Jan Tomášek (1774-1850), compositeur, né à Skuteč.